# دومان‌کوی (دینار)
دومان‌کوی (به ترکی استانبولی: Dumanköy) یک منطقهٔ مسکونی در ترکیه است که در دینار (شهر) واقع شده‌است.